# Armindo Araujo
Armindo Araujo (1 de septiembre de 1977, Portugal), es un piloto de rally portugués que actualmente compite en el Campeonato Mundial de Rally de Automóviles de Producción del que ha sido ganador en 2009 y 2010.

## Resultados

### WRC
| Año   | Equipo                          | Vehículo                        | 1       | 2       | 3       | 4      | 5       | 6       | 7       | 8      | Posición | Puntos |
| ----- | ------------------------------- | ------------------------------- | ------- | ------- | ------- | ------ | ------- | ------- | ------- | ------ | -------- | ------ |
| 2001  | Privado                         | Citroën Saxo                    | POR Ret |         |         |        |         |         |         |        | -        | 0      |
| 2007  | Privado                         | Mitsubishi Lancer Evo IX        | SWE 20  |         | GRE Ret | NUZ 18 | JAP DES | IRL Ret | GBR 23  |        | -        | 0      |
| 2007  | Privado                         | Mitsubishi Lancer Evolution WRC |         | POR Ret |         |        |         |         |         |        | -        | 0      |
| 2008  | Privado                         | Mitsubishi Lancer Evo IX        | SWE 17  | GRE 16  | TUR 16  | NUZ 25 | JAP 21  | GBR 17  |         |        | -        | 0      |
| 2009  | Privado                         | Mitsubishi Lancer Evo IX        | NOR 16  | CHI 10  | POR 9   | CER 14 | GRE 9   | AUS 13  | GBR 9   |        | -        | 0      |
| 2010  | Privado                         | Mitsubishi Lancer Evo X         | SWE 23  | MEX 10  | JOR 12  | POR 14 | GER 18  | FRA 16  | GBR 18  |        | 25º      | 1      |
| 2011  | Motorsport Italia/BAMP          | Mini John Cooper Works S2000    | POR Ret |         |         |        |         |         |         |        | 23º      | 5      |
| 2011  | Motorsport Italia/BAMP          | Mini John Cooper Works WRC      |         | ITA 12  | GRE Ret | FIN 20 | DEU 8   | FRA Ret | ESP Ret | GBR 10 | 23º      | 5      |
| 2012* | Armindo Araújo World Rally Team | Mini John Cooper Works WRC      | MON 10  | SWE 15  |         |        |         |         |         |        | 15º      | 7      |
| 2012* | WRC Team Mini Portugal          | Mini John Cooper Works WRC      |         |         | MEX 7   | POR 15 | ARG Ret | GRE 11  | NZL     | FIN    | 15º      | 7      |

- Referencias[1]

### PWRC
| Año  | Equipo                        | Automóvil                      | 1     | 2       | 3     | 4      | 5     | 6     | Pos. | Puntos |
| ---- | ----------------------------- | ------------------------------ | ----- | ------- | ----- | ------ | ----- | ----- | ---- | ------ |
| 2007 | Mitsubishi Motors de Portugal | Mitsubishi Lancer Evo IX       | SWE 4 | GRE Ret | NZL 6 | JPN EX | GBR 7 |       | 14º  | 10     |
| 2008 | Ralliart Italia               | Mitsubishi Lancer Evo IX       | SWE 7 | GRE 3   | TUR 5 | NZL 12 | JPN 9 | GBR 7 | 8º   | 14     |
| 2009 | Ralliart Italy                | Mitsubishi Lancer Evo IX       | NOR 4 | CYP 2   | POR 1 | ITA 3  | GRE 2 |       | 1º   | 42     |
| 2009 | Errani Team Group             | Mitsubishi Lancer Evo IX       |       |         |       |        |       | AUS 4 | 1º   | 42     |
| 2010 | Ralliart Italy                | Mitsubishi Lancer Evolution X  | SWE 3 |         | JOR 2 | DEU 1  | FRA 1 | GBR 2 | 1º   | 126    |
| 2010 | Ralliart Italy                | Mitsubishi Lancer Evolution IX |       | MEX 1   |       |        |       |       | 1º   | 126    |

### Rally Dakar
| Año     | Categoría | Vehículo   | Posición | Etapas |
| ------- | --------- | ---------- | -------- | ------ |
| 2006    | Coches    | Mitsubishi | Ret.     | -      |
| Fuente: |           |            |          |        |